# Berthold van Schweinfurt
Berthold van Schweinfurt (ca. 915 – Schweinfurt, 16 januari 980) was markgraaf van de Beierse Nordgau en een belangrijke vazal van Otto I de Grote.
Naast markgraaf van de Beierse Nordgau was Berthold ook graaf van de Radenzgau, aan de Naab, Volkfeld, Ammerthal en Cham. Daarmee beheerste hij het noordelijke deel van Beieren en de Beierse grens met Bohemen en heeft daardoor meerdere malen met Bohemen en de Hongaren moeten vechten. Berthold hield hof te Regensburg.
In 941 kreeg hij van koning Otto de opdracht om de opstandige graaf Lothar II van Walbeck gevangen te houden. Blijkbaar kregen Berthold en Lodewijk een uitstekende verstandhouding want later zou Berthold met Lothars dochter Heliksuinda (ook Eilika) trouwen. In 964 werd Berthold verantwoordelijk voor de bewaking van de voormalige koning Berengar van Italië en zijn vrouw Willa, in hun ballingsoord Bamberg. In 974 voorkwam hij een opstand van Hendrik II van Beieren (hertog) wat er twee jaar later nog toe leidde dat ze onderling een korte oorlog uitvochten. De status van Berthold wordt nog onderstreept doordat hij koning Otto II op 13 augustus 978 publiek berispte op een rijksdag, omdat Otto een graaf Gero had laten onthoofden ondanks dat die in een tweegevecht (weliswaar door geluk) zijn tegenstander had gedood en daarmee volgens het gewoonterecht zijn onschuld had bewezen. Berthold overleed aan een ziekte en deed op zijn sterfbed nog een schenking aan het klooster van Sankt Emmeran in Regensburg.
De afkomst van Berthold is niet gedocumenteerd. De meest gehoorde theorie is dat hij een zoon of neef zou zijn van Arnulf I van Beieren. Heliksuinda (ca. 930 - 19 augustus 1015) was dochter van Lothar II van Walbeck en Mathilde van Arneburg (ca. 920 - 3 december 991). Berthold en Heliksuinda kregen de volgende kinderen:
- Hendrik van Schweinfurt
- Bukko, steunt zijn broer in 1003 tegen koning Hendrik II de Heilige
- Eilika, in 1010 vermeld als abdis van Niedernburg te Passau

Heliksuinda is stichteres van de dom van Schweinfurt. In 1003 weet ze de verwoesting van de kerk en het kasteel van Schweinfurt te voorkomen als het leger van de koning de opdracht heeft om de opstandige Hendrik van Schweinfurt zo te bestraffen. Ze sloot zich op in de kerk en liet het leger weten dat als ze de kerk zouden afbranden, ze haar mee moesten verbranden omdat ze de kerk niet zou verlaten. Uit respect voor de oude dame heeft het leger de kerk ongemoeid gelaten en slechts enkele symbolische stenen van het kasteel verwijderd. Heliksuinda is begraven in de dom van Schweinfurt.